# Enacantha caribbea
Enacantha caribbea är en trollsländeart som beskrevs av Donnelly och Alayo 1966. Enacantha caribbea ingår i släktet Enacantha och familjen dammflicksländor. Inga underarter finns listade i Catalogue of Life.